# 3K14 Kalibr
3K14 Kalibr (rusky Калибр), další názvy 3M54-1 Kalibr, 3M14 Birjuza (Бирюза, tyrkys) (kód NATO SS-N-27 Sizzler a SS-N-30A),  91R1 a 91RT2, je systém ruských střel s plochou dráhou letu, vyvinutých konstrukční kanceláří NPO Novator (dříve OKB-8). Systém 3K14 používá několik druhů střel. Ty existují ve verzích pro odpalování z válečných lodí (Klub-N), ponorek (Klub-S) a letadel. Podle varianty střely může být systém použit k ničení pozemních cílů, hladinových lodí, či ponorek. Některé verze střel mají druhý pohonný stupeň, který iniciuje nadzvukový sprint v konečném přiblížení k cíli, čímž zkracuje dobu, kterou mají obranné systémy na reakci, zatímco podzvukové verze mají větší dosah než nadzvukové varianty.
Existují exportní verze střely s označením Club.
Vývoj střely začal v roce 1984. Vzniklo pět základních typů hlavic – třístupňová protilodní střela 3M54, dvoustupňová protilodní střela s větším doletem 3M54M1, protizemní verze 3M14 a raketové torpédo 91RE1 (verze pro ponorky) či 91RE2 (verze pro válečné lodě). Střely jsou na palubě lodí umístěny ve vertikálních vypouštěcích silech, v případě ponorek mohou být odpalovány z 533mm torpédometů.

## Služba
Ruské námořnictvo střely nasadilo v rámci intervence do občanské války v Sýrii. Vypustily je válečné lodě operující v Kaspickém moři.
Ruské námořnictvo nasadilo protizemní střely při invazi na Ukrajinu. Na cíle na území Ukrajiny střely odpalovaly ruské válečné lodě v Černém a v Kaspickém moři. Použity byly například k útoku na civilní cíle ve Vinnycje 14. července 2022 při němž zahynulo 23 osob, včetně 3 dětí.

## Varianty
- 3M-54E – Protilodní střela s dosahem 220 km. Letí podzvukovou rychlostí 0,6–0,8 M, ale útočí nadzvukovou rychlostí 2,9 M. Navádění je inerciální, v závěrečné fázi aktivní radarové. Hlavice nese 200 kg výbušnin.
- 3M-54E1 – Protilodní střela s dosahem 300 km. Pohybuje se podzvukovou rychlostí 0,6–0,8 M. Navádění je inerciální, v závěrečné fázi aktivní radarové. Hlavice nese 400 kg výbušnin.
- 3M-14E – Protizemní střela s dosahem 300 km. Pohybuje se podzvukovou rychlostí 0,6–0,8 M. Navádění je inerciální. Hlavice nese 400 kg výbušnin.
- 91RE1 – Z ponorek odpalované protiponorkové raketové torpédo s dosahem 50 km. Navádění je inerciální.
- 91RE2 – Námořní verze protiponorkového raketového torpéda 91RE1. Dosah je 40 km. Navádění je inerciální.

## Uživatelé
Rusko
- Ruské námořnictvo

 Alžírsko
- Alžírské námořnictvo

 Čína
- Námořnictvo Čínské lidové osvobozenecké armády

 Indie
- Indické námořnictvo

 Írán
- Íránské námořnictvo

 Vietnam
- Vietnamské lidové námořnictvo

## Galerie

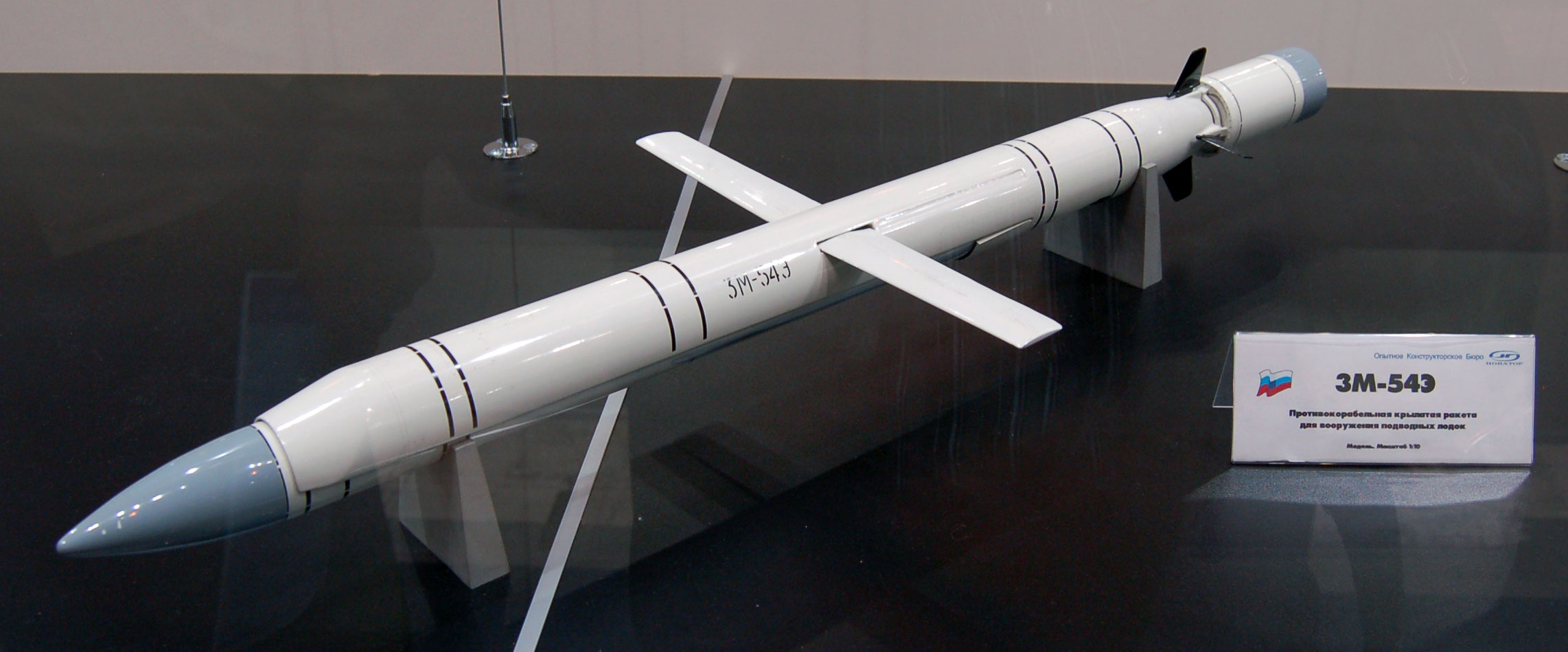
Maketa protilodní varianty 3M-54E
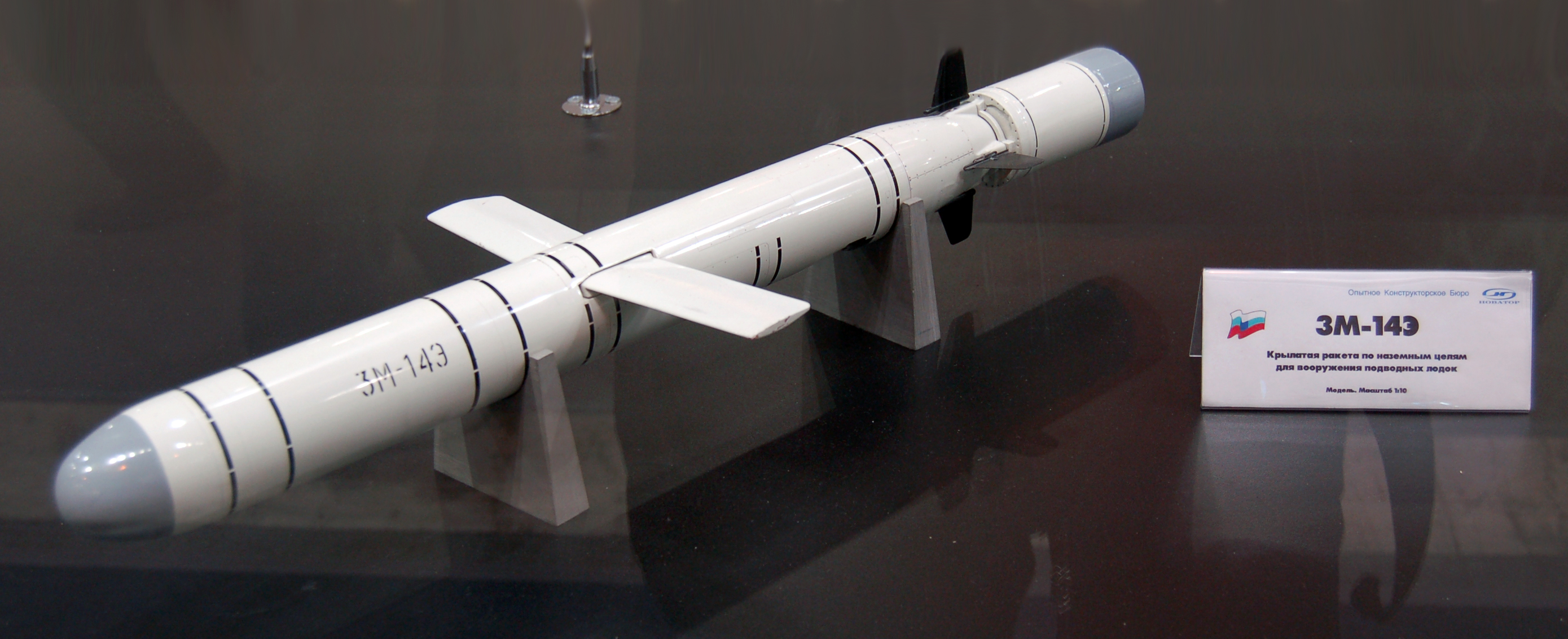
Maketa protizemní varianty 3M-14E
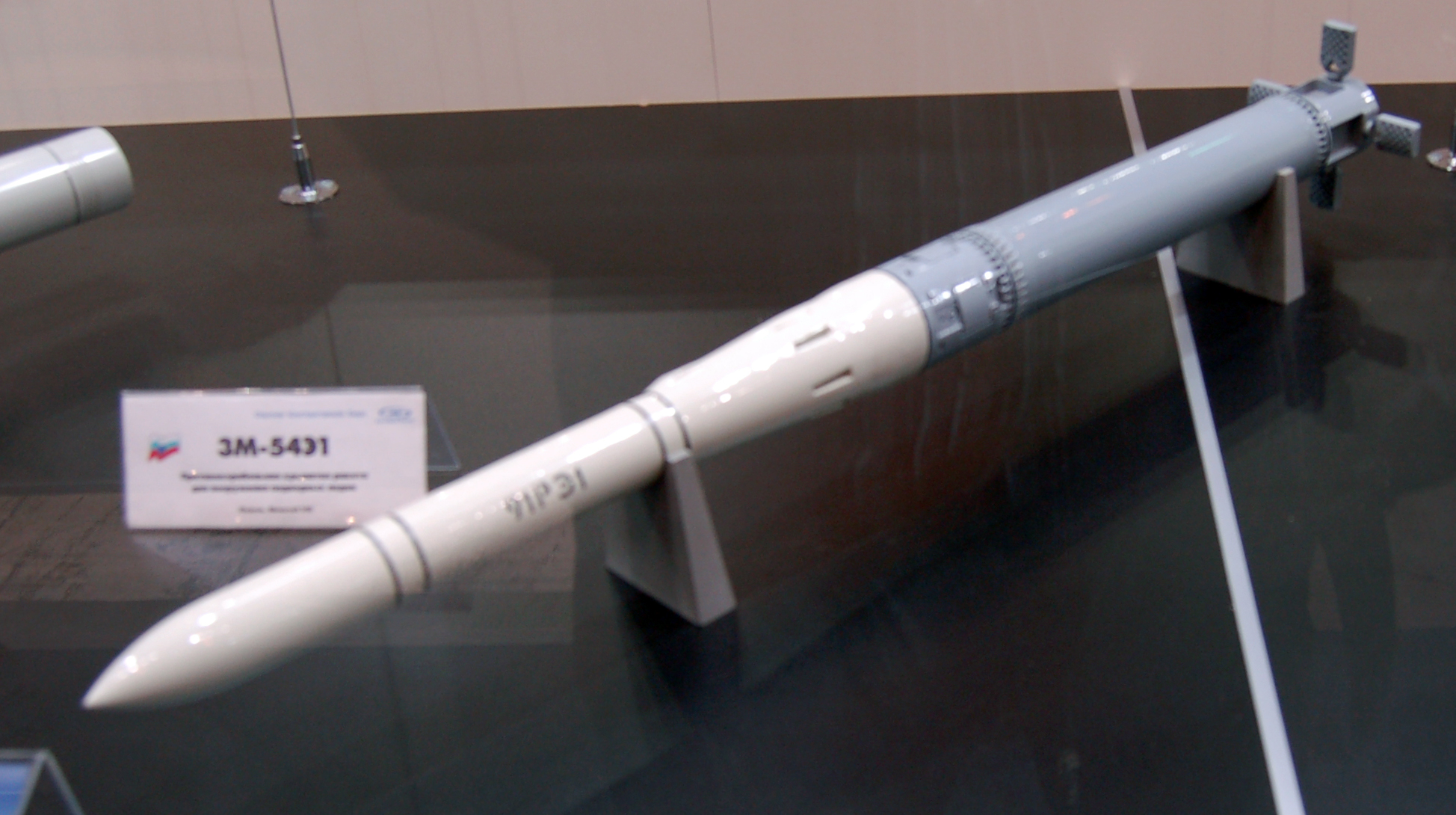
Maketa ponorkové protiponorkové varianty 91RE1
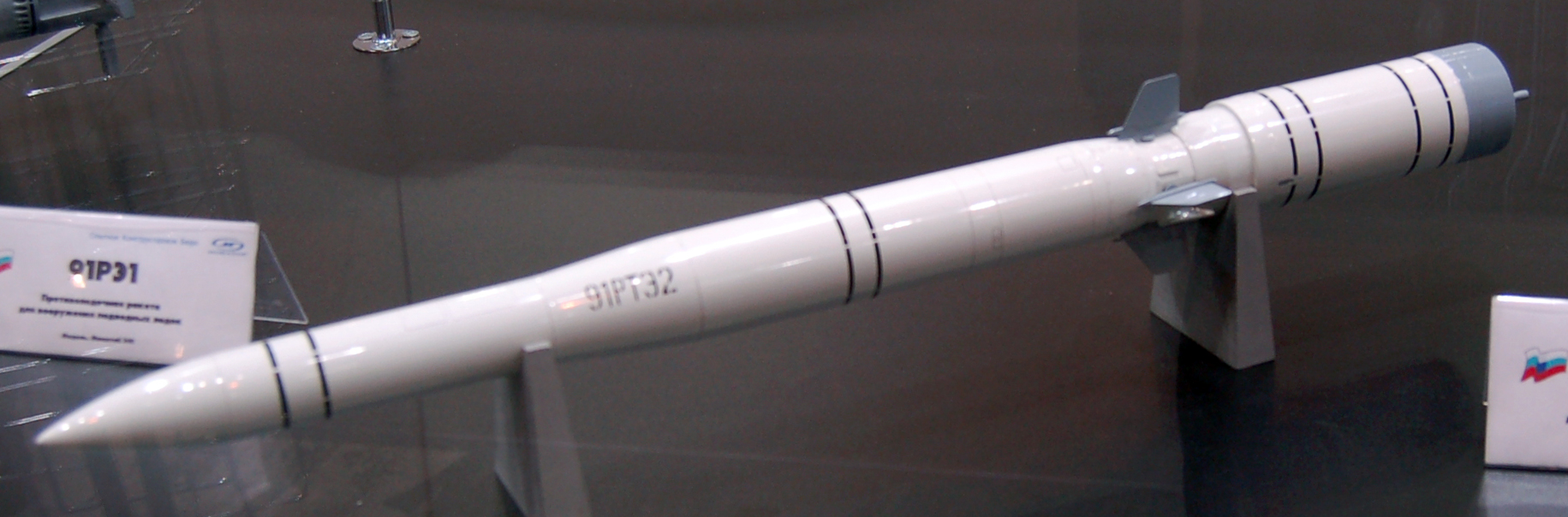
Maketa námořní protiponorkové varianty 91RE2